# Packard Pacific
Packard Pacific – samochód osobowy marki Packard produkowany w latach 1953–54, w ramach 54. serii aut tego producenta, odpowiadającej rokowi modelowemu 1954. Był dostępny w jedynej wersji nadwozia luksusowego hardtop coupé. Napędzany był silnikiem R8 o pojemności 5,9 l. Wyprodukowano 1189 samochodów tego modelu.

## Historia modelu
Packard Pacific zastąpił samochód Packard Mayfair jako luksusowy model dwudrzwiowego sześciomiejscowego hardtop coupé w gamie Packarda. Należał do serii Packarda 5431, obok dwudrzwiowych kabrioletów Carribean i Convertible. Wraz z modelami Packard Patrician i Cavalier zaliczały się one luksusowego (senior) segmentu aut tej marki, w odróżnieniu od modelu Clipper i jego odmiany hardtop Super Panama, który lansowano na osobną – tańszą – markę klasy średniej. Konstrukcja modelu Pacific była oparta na poprzedniku Mayfair, z takim samym rozstawem osi 122 cale (3,1 m). Również stylistyka pozostała bardzo podobna do modeli z 1953 roku, wykorzystujących nadwozia wprowadzone w 1951 roku. Grill pozostał taki sam, z górną wygiętą chromowaną belką o kształcie przyrównywanym do jarzma dla wołów (ox-yoke) i cieńszą równoległą wygiętą belką poniżej, na której umieszczone były okrągłe światła postojowe. Zmieniły się głównie ozdoby; zamiast jednej wygiętej listwy bocznej ze stali nierdzewnej pojawiła się górna prosta listwa ciągnąca się ponad przednim nadkolem do tylnego błotnika, dolna listwa na tylnym błotniku oraz trzy krótkie poziome żebra pomiędzy nimi, na przedniej krawędzi wyoblenia tylnego błotnika. Na końcu błotników tylnych dodano większe ozdobne chromowane płetwy, obejmujące tylną krawędź błotników, a po ich obu bokach umieszczono symetrycznie światła tylne w chromowanych oprawach . Reflektory otrzymały chromowane obwódki tworzące niewielkie kaptury, z małymi płetwami na szczycie .
Samochód otrzymał powiększony silnik w stosunku do poprzedniego roku – rzędowy ośmiocylindrowy dolnozaworowy (L-head) o pojemności 359 cali sześciennych (5,9 l), rozwijający moc 212 KM. Silnik miał stosunkowo wysoki jak na taką konstrukcję stopień sprężania 8,7:1 i wyposażony był w czterogardzielowy gaźnik oraz posiadał głowicę ze stopów aluminium . Stanowił on najmocniejszy silnik Packarda w tym roku, zarazem najmocniejszy rzędowy silnik ośmiocylindrowy konstrukcji tej firmy, i był dostępny tylko przez jeden rok – był to ostatni rok stosowania przez tego producenta silników w takim układzie przed przejściem na układ V8 . Silniki produkowane były w fabryce w Utica. Dostępna była tylko automatyczna skrzynia biegów Ultramatic,   wyposażona w rzadko wówczas stosowaną blokadę przekładni hydrokinetycznej, polepszającą wykorzystanie mocy i ekonomikę jazdy. Skrzynia miała dwa wybierane zakresy przełożeń do przodu: niski dla jazdy pod górę i hamowania silnikiem oraz wysoki dla normalnej jazdy. Była ceniona z uwagi na swoją konstrukcję, lecz nie zapewniała dobrego przyspieszenia ze startu zatrzymanego w położeniu dla normalnej jazdy, dlatego część użytkowników startowała z niskiego zakresu i przełączała na wysoki. W środku roku wprowadzono ulepszoną skrzynię Gear Start Ultramatic z trzema położeniami selektora, z których środkowe zapewniało automatyczne przełączenie między niskim a wysokim zakresem, przyspieszając start. Wśród dodatkowego wyposażenia były dostępne między innymi: radio (97–118$), skórzana tapicerka, elektrycznie regulowane fotele, elektrycznie opuszczane szyby (108$), wspomaganie kierownicy (178$) i hamulców.
Packard Pacific zadebiutował już w grudniu 1953 roku i był produkowany przez 1954 rok. Wyprodukowano go w liczbie 1189 sztuk. Model ten miał kod fabryczny 5477. Cena bazowa bez wyposażenia dodatkowego wynosiła 3827 USD. Następcą stał się przestylizowany model Packard 400.

## Dane techniczne
Napęd:

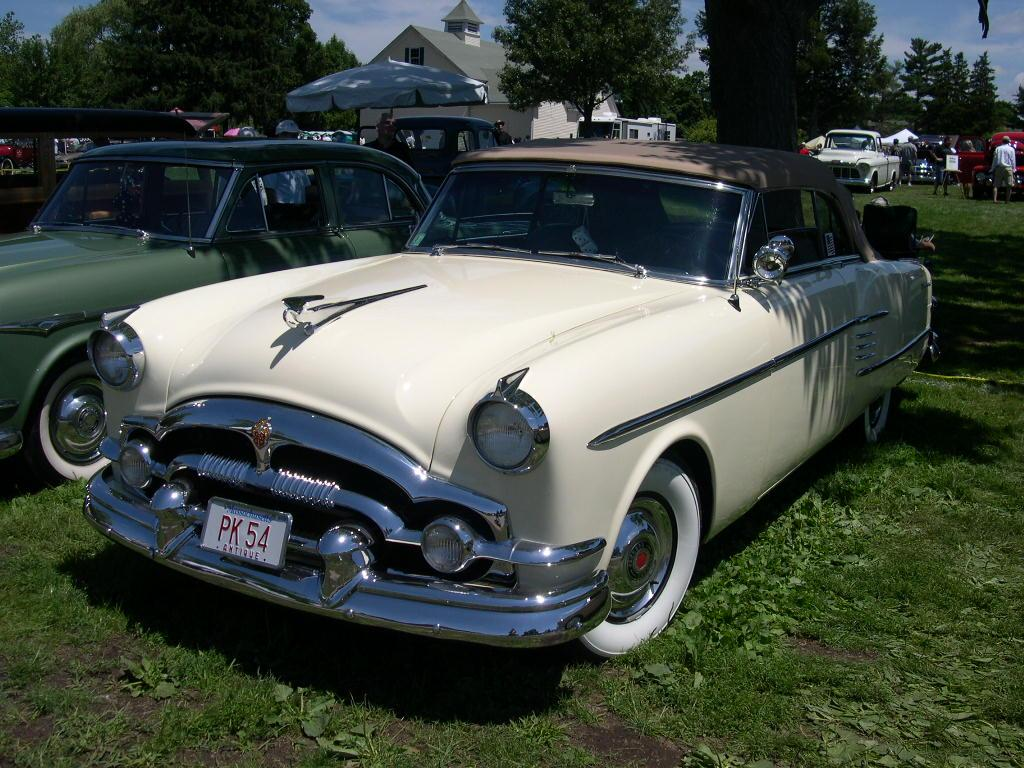
Packard Pacific

- Silnik: gaźnikowy Packard R8, dolnozaworowy, chłodzony cieczą, umieszczony wzdłużnie z przodu, napędzający koła tylne za pomocą wału napędowego[6]
- Pojemność skokowa: 359 in³ (ok. 5883 cm³)[1]
- Średnica cylindra × skok tłoka: 3 9/16" × 4½" (ok. 90,5 × 114,3 mm)[1].
- Moc maksymalna (brutto): 212 KM przy 4000 obr./min (156 kW)[1]
- Maksymalny moment obrotowy: 330 stopofuntów (447 Nm) przy 2200 obr./min[6]
- Stopień sprężania: 8,7:1[1]
- Gaźnik: czterogardzielowy[1]
- Skrzynia przekładniowa: automatyczna 2-biegowa Ultramatic[6]
- Przekładnia główna: hipoidalna o przełożeniu 3,54:1[1]
- Instalacja elektryczna: 6V[6]
- Przyspieszenie 0-60 mph (0-97 km/h): 12 s (ze skrzynią Gear Start Ultramatic)[6]

Układ jezdny:
- Podwozie: rama nośna typu X[6]
- Zawieszenie przednie: niezależne – wahacze, sprężyny śrubowe, amortyzatory[1][6]
- Zawieszenie tylne: sztywna oś, resory półeliptyczne (długości 1381 mm), amortyzatory[1][6]
- Hamulce przednie i tylne bębnowe, hydrauliczne, opcjonalnie ze wspomaganiem[6]
- Ogumienie: diagonalne o wymiarach 8,00-15, za dopłatą bezdętkowe[1]
- Promień zawracania: 6,55 m[1]
- Rozstaw kół przód/tył: 1524/1549 mm[6]